# Judith Augoustides
Judith Augoustides (* 10. April 1975 in Friedrichroda als Judith Deister) ist eine ehemalige deutsch-südafrikanische Beachvolleyballspielerin.

## Karriere
Judith Deister kam schon vor der Wende mit ihrer Familie nach Köln, wo sie nach ihrem Abitur Sportwissenschaften studierte. 1994 begann sie mit dem Beachvolleyball in Deutschland, trainierte aber auch ab und zu in Südafrika. An der Seite von Helke Claasen nahm sie 2002 und 2003 an der FIVB World Tour teil, wurde Neunte bei der deutschen Meisterschaft 2003 in Timmendorfer Strand und belegte den gleichen Rang bei der Weltmeisterschaft 2003 in Rio de Janeiro. Danach spielte Deister 2004 mit Mireya Kaup und 2005 mit Claudia Lehmann. 2005 heiratete sie den südafrikanischen Beachvolleyballer Casey Augoustides, mit dem sie in dessen Heimatland übersiedelte. In der Folge startete Judith Augoustides für Südafrika, zunächst mit Leigh-Ann Naidoo und später mit Vita Nel, mit der sie 2008 an den Olympischen Spielen in Peking teilnahm und danach ihre Beach-Karriere beendete. 2009 wurde ihre Tochter Karla und 2012 ihr Sohn Pablo geboren. Heute führt Judith Augoustides in Kapstadt eine Bäckerei. 2013 startete sie nochmals auf der FIVB World Tour in Durban.